# Asian Dub Foundation
Asian Dub Foundation (někdy jen ADF) je britská hudební skupina, která ve své hudbě kombinuje prvky dubu, drum’n’bass, reggae, dancehallu, ale i punku. Skupina používá jak DJs, tak i živé hudební nástroje.

## Historie
Skupina vznikla v roce 1993, když se v Londýně natáčel dokument Identical Beat. Točil se ve škole Farringdon Community Music House, kde probíhaly kurzy pro DJs, vypsané pro mladé asijské studenty. Tyto kurzy vedli Anniruddha Das a John Pandit. Tito dva díky těmto kurzům poznali čtrnáctiletého bengálského rappera Deedera Zamana. Vznikli tak Asian Dub Foundation. Tři zakládájící členové začali vystupovat pod jmény Dr. Das, Pandit G a rapper Zaman začal vystupovat pod jménem Master D. Skupina se svým vlastním repertoárem se ale stali až s příchodem dalšího člena – kytaristy Steva Chadra Savale, který přijal přezdívku Chadrasonic. Ten byl známý svým netradičním přístupem ke kytaře – všechny struny ladil na jednu notu (jak bývá zvykem například u sitaru), při hře zásadně používal distortion a na kytaru někdy hrál i nožem. Tou dobou se celou Británií šířila vlna násilí proti přistěhovalcům z Asie. Tyto události a název kapely také pomohly při podpisu prvního nahrávacího kontraktu pro Nation Records. Debutové EP z roku 1994 dostalo název Conscious.
Široké spektrum hudebních vlivů, které dokázaly přetavit do své hudby (přes punk a ambient až po bengálské lidovky) rychle přineslo kapele širokou základnu fanoušků, kterými také byli antifašisté, kterým imponovalo, že se kapela otevřeně staví proti rasismu. V roce 1995 proslavil kapelu úspěšný singl Rebel Warrior. Stejný rok následovala plnohodnotná deska Facts and Fiction a v roce 1998 deska Rafi’s Revenge. Další alba se jmenují: Community Music (2000), Enemy of the Enemy (2003), Tank (2005) a Punkara (2008).

## Diskografie

### Alba
- Facts and Fictions (1995)
- R.A.F.I. (1997)
- Rafi's Revenge (1998)
- Conscious Party (1999)
- Community Music (2000)
- Frontline 1993-1997: rareties and remixes (2001)
- Enemy of the Enemy (2003)
- Asian Dub Foundation Live: Keep Bangin' on the Walls (CD) (2003)
- Tank (2005)
- Time Freeze 1995/2007: The Best Of (2007)
- Punkara (2008)
- A History Of Now (2011)
- The Signal And The Noise (2013)

### DVD
- Asian Dub Foundation live: Asian Dub Foundation live (DVD) (2003)

### Další
Hudba Asian Dub Foundation byla použita v několika počítačových hrách - „Flyover“ v Burnout Revenge, „Rise To The Challenge“ v FIFA 2004 a „Fortress Europe“ v Need for Speed: Underground.